# Ramón Ruiz-Fornells
Ramón Ruiz-Fornells Ruiz (Madrid, 15 de enero de 1901-Ibidem, 13 de febrero de 1990) fue un militar español que participó en la Guerra civil.

## Biografía
Nacido en Madrid el 15 de enero de 1901, fue militar profesional, hijo del General Enrique Ruiz-Fornells Regueiro y de su esposa Blanca Ruiz Mudry. Cuando en julio de 1936 se produjo el estallido de la Guerra civil ostentaba el rango de comandante de Estado Mayor. 
Se mantuvo fiel a la Segunda República y llegó a ocupar diversos cargos en el Ejército republicano. A lo largo de la contienda fue jefe de Estado Mayor de la 6.ª Brigada Mixta, del VI Cuerpo de Ejército, del XVIII Cuerpo de Ejército y, con posterioridad, del Ejército de Extremadura. Hacia el final de la contienda mantuvo contactos con el SIPM franquista y llegó a apoyar el Golpe de Casado en marzo de 1939. Llegó a ofrecerse como negociador ante el Bando franquista para concertar el final de la contienda, propuesta que los franquistas rechazaron. Capturado al final de la guerra, fue condenado a 30 años de cárcel, aunque saldría de prisión en 1945.
Incorporado a la vida activa como administrativo, por no poder seguir la carrera militar, pudo recuperar su categoría de Coronel del Estado Mayor con la llegada de la Democracia.
Falleció en Madrid el 13 de febrero de 1990.